# 関東総合通信局
関東総合通信局（かんとうそうごうつうしんきょく）とは情報通信行政を所管する総務省の地方支分部局である。茨城県・栃木県・群馬県・埼玉県・千葉県・東京都・神奈川県・山梨県を管轄している。

## 所在地
〒102-8795　東京都千代田区九段南一丁目2番1号 九段第3合同庁舎

## 組織
局長の下、次の組織により構成されている。
- 総務部（総務課 - 企画広報室 - 財務課）
- 総括調整官
- 情報通信部（電気通信事業課 - 情報通信連携推進課 - 情報通信振興課）
- 放送部（放送課 - 有線放送課）
- 無線通信部（電波利用企画課 - 航空海上課 - 陸上第一課 - 陸上第二課 - 陸上第三課）
- 電波監理部（電波利用環境課 - 監視第一課 - 監視第二課 - 調査課 - 宇宙国際監視課 - 宇宙国際調査課 - 電波障害分析課）
- 信書便監理官

## 沿革
- 1927年（昭和2年）まで 東京逓信局において電波に関する事務を分掌。
- 1950年（昭和25年）6月 電波監理委員会の地方機関として関東電波監理局を設置。
- 1952年（昭和27年）8月 郵政省の設置により、その地方支分部局となる。
- 1985年（昭和60年）4月 関東電気通信監理局に改称。
- 2001年（平成13年）1月 中央省庁再編に伴う組織変更により関東総合通信局に改称。
- 2007年（平成19年）5月 本局庁舎及び監視部門が現在の九段第3合同庁舎（千代田区役所との合築）に移転。

## 出先機関
- 三浦電波監視センター（電波監理部）

〒238-0115
所在地: 神奈川県三浦市初声町高円坊1691
※短波帯電波監視業務と宇宙電波（衛星放送などの通信衛星）監視業務を行っている日本で唯一の施設。国際電気通信連合条約上の国際電波監視局に指定されている。